# Raffaella Morganti
Raffaella Morganti (nacida el 19 de septiembre de 1958) es una astrofísica y radioastrónoma italiana que trabaja en los Países Bajos. Sus principales intereses de investigación son las observaciones de radio de galaxias activas. Fue jefa del grupo de Astronomía de ASTRON entre 2007 y 2014, actualmente es astrónoma sénior en ASTRON. También es profesora de Astronomía en el Instituto Kapteyn de la Universidad de Groningen.
Morganti fue honrada como Comendador de la Orden de la Estrella de Italia en 2014.